# یوژف میندسنتی
کاردینال یوژف میندسنتی (مجاری: Mindszenty József; زاده ۲۳ مارس ۱۸۹۲ در چِهی‌میندسِنت – درگذشته ۶ مه ۱۹۷۵ در وین) اسقف‌شاهزادهٔ اعظم، اسقف اعظم استرگم، کاردینال و رهبر کلیسای کاتولیک مجارستان از ۲ اکتبر ۱۹۴۵ تا ۱۸ دسامبر ۱۹۷۳ بود. تحت رهبری او، صدها مسیحی برای حمایت از نهاد کلیسا در برابر نازیسم و کمونیسم قیام کردند. او توسط حزب صلیب پیکان تحت رهبری فرنتس سالاشی و بعداً توسط کمونیست‌ها زندانی شد. پس از گذشت هشت سال در زندان در انقلاب ۱۹۵۶ مجارستان کوتاه مدتی آزاد شد ولی با سرکوب انقلاب توسط نیروهای شوروی به سفارت آمریکا در میدان آزادی بوداپست پناهنده شد و پانزده سالِ بعد را در آنجا به سر برد. تحت فشار سریر مقدس و دولت وقت مجارستان نهایتاً به وین رفت و پس از چهار سال در ۱۹۷۵ درگذشت.

## سالهای اولیه تا رهبری کلیسا
میندسنتی پس از طی تحصیلات مذهبی در سال ۱۹۱۵ به کشیشی گماشته شد. مخالفت با سیاست‌های سوسیالیستیِ دولت جمهوری‌خواه میهای کارویی باعث دستگیری او در فوریه ۱۹۱۹ شد و تا پایان دولت کمونیستی بلا کون در ۳۱ ژوئیه در زندان ماند. در سال ۱۹۳۹، از طرفدارانش خواست تا علیه حزب صلیب پیکان قیام کنند و جزوه‌ای با نام کمونیسم سبز، منتشر کرد. در آن جنبش نازی‌ها را به عنوان یک جنبش شیطانی معرفی می‌کرد. سبز اشاره به رنگ لباس فرم حزب صلیب پیکان داشت. او بار دیگر در ۲۴ نوامبر ۱۹۴۷ به دلیل ضدیت با حزب نازی صلیب پیکان و خیانت دستگیر و حبس خانگی شد و با فروپاشی دولت فرنتس سالاشی در ۲ آوریل ۱۹۴۵ آزاد گردید.
میندسنتی در ۱۵ سپتامبر ۱۹۴۵ به سمت سرمطران مجارستان و اسقف اعظم استرگم (کرسی رهبری کلیسای کاتولیک مجارستان) منصوب شد. همچنین در ۲۱ فوریه ۱۹۴۶ توسط پاپ پیوس دوازدهم به سمت کاردینال بازیلیکای سانتو استفانو آل مونته در رم گماشته شد.

## جنبش ضد کمونیستی

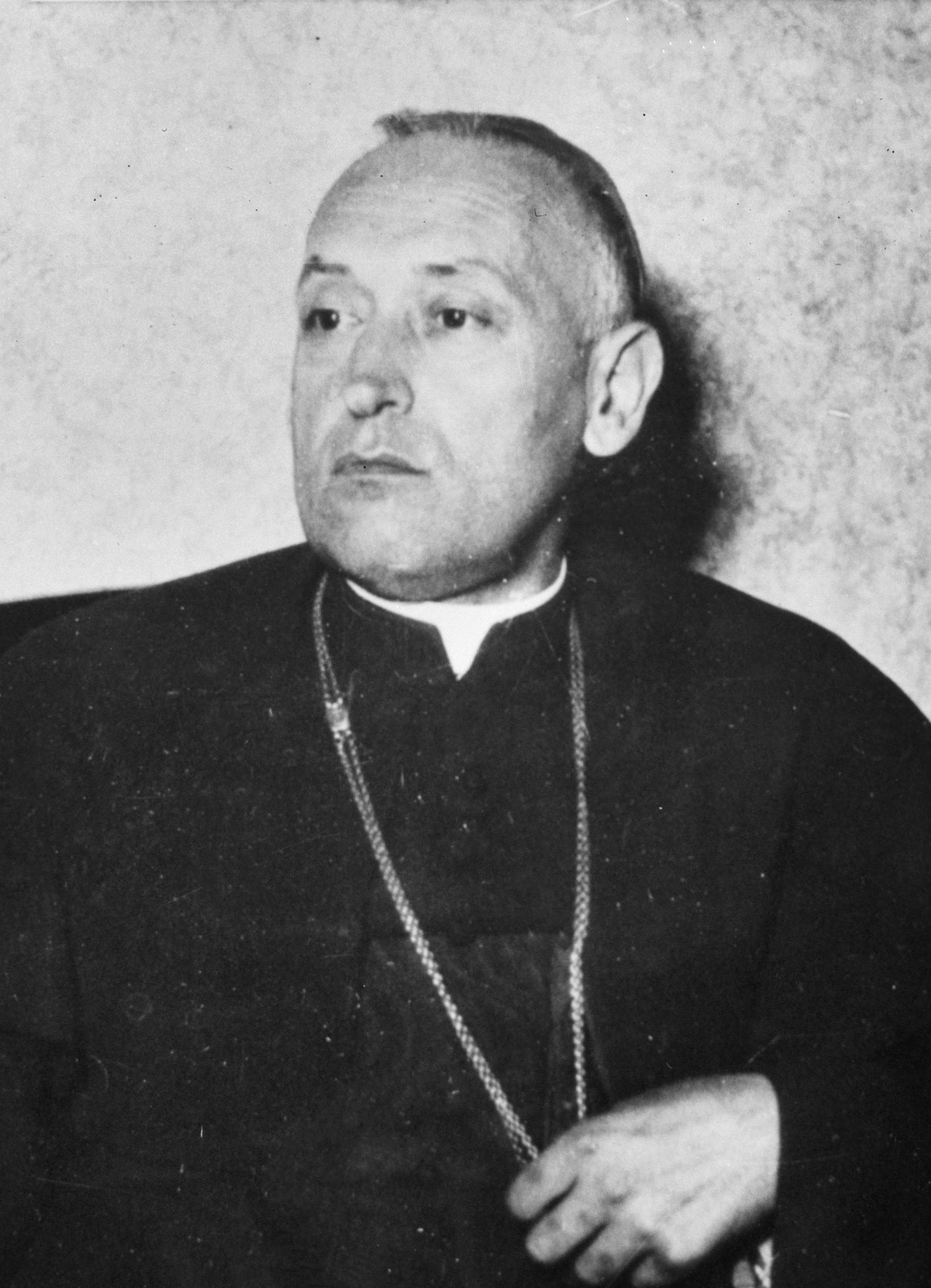
میندسنتی در سال ۱۹۶۲

بر اساس یک نظرسنجی عمومی که در مجارستان در سال ۱۹۴۸ انجام شد، بیش از ۹۰درصد از جمعیت مجارستان خود را مؤمن می‌دانست، که این رقم در بیرون از شهرها به ۹۵درصد می‌رسید. نیمی از جمعیت به‌طور منظم و ۱/۴ از آن گهگاه در کلیسا حضور پیدا می‌کرد. این آمارها حاکی از اشتیاق مردم به مذهب در زمانهٔ فلاکت، فقر و بلاتکلیفی در مقایسه با پیش از جنگ بود یا دلیلی برای ابراز مخالفت با نظام جدیدی که کمونیستها نقش بزرگی در آن داشتند.

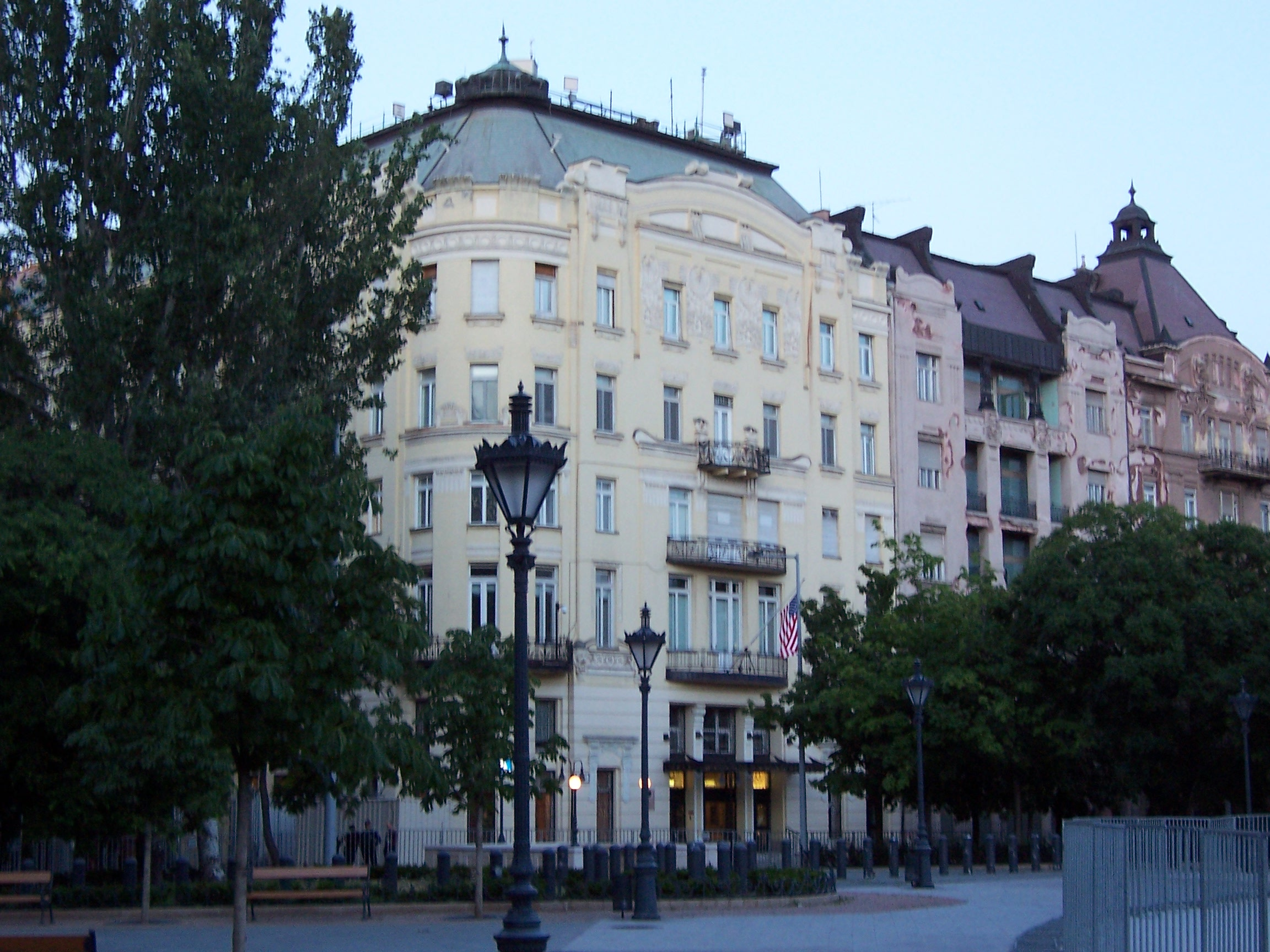
سفارت آمریکا در میدان آزادی بوداپست

با اینکه دوسوم از جمعیت کشور کاتولیک بود، اما کلیسای کاتولیک به دلیل تداعی هابسبورگ هرگز از تأثیر پروتستانتیسم و هویت ملی‌گرایانه برخوردار نبود. اما این امر از دههٔ ۲۰ تغییر کرد و کلیسای کاتولیک قدرت قابل ملاحظه‌ای پیدا کرد. از آن زمان کلیسای کاتولیک نقش پررنگی در آموزش‌وپرورش داشت و دارای شبکهٔ گسترده خیریه شامل بیمارستانها و یتیم‌خانه‌ها نیز بود. از همه مهمتر بسیار متمول بود و بخش قابل توجهی از زمینهای قابل کشت را در اختیار داشت که سیستم جدید کمونیستی برنمی‌تابید. در سخنرانی در مجمع حزب کمونیست مجارستان در دهم ژانویه ۱۹۴۸، ماتیاش راکوشی کشیشان را مرتجع خوانده و بر خنثی کردن نیروی خصمانه آنان تأکید کرد. وزیر فرهنگ وقت به استرگم رفت تا با میندسنتی مذاکره کند، از طرفی میندسنتی معتقد بود که رنجها و توهینهایی که بر اهل کلیسا رفته باید جبران شود تا مذاکره شکل گیرد و از طرف دیگر کمونیستها درخواست پذیرش سیستم اجتماعی-سیاسی جدید را از طرف کاردینال و بدون پیش‌شرط می‌خواستند. مذاکرات بی‌نتیجه ماند و میندسنتی در ۲۶ دسامبر به جرم خیانت و توطئه دستگیر شد، تا آن زمان کشور به جامعه‌ای توتالیتر تبدیل و مدارس و سیستم آموزشی نیز کاملاً ملی شده‌بود. او تا ۱۹۵۶ زندانی ماند. در انقلاب ۱۹۵۶ از زندان آزاد شد، به بوداپست رفت و در رادیو سخنرانی در ستایش انقلاب ضد کمونیستی مردم ایراد کرد. با سقوط انقلاب به سفارت آمریکا پناهنده شد جایی که ۱۵ سال در آن زندگی کرد.
در نهایت، پاپ پل ششم پیشنهاد مصالحه داد: با اعلام اینکه میندسنتی قربانی تاریخ (به جای کمونیسم) بوده‌است، تکفیرِ مخالفان سیاسی او را لغو کرد و به این ترتیب اجازه خروج وی از کشور در سپتامبر ۱۹۷۱ صادر شد. پاپ در رم به او پیشنهاد استعفا داد تا بتواند کاردینال دیگری برای استرگم بگمارد. میندسنتی نپذیرفت و با قهر به وین پناهنده شد. پس از چهار سال در تبعید در وین، در ۸۳ سالگی درگذشت.

## میراث

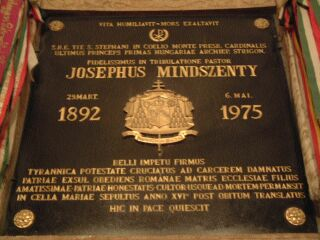
آرامگاه یوژف میندسنتی در استرگم

میندسنتی را می‌توان نماد جهانی مبارزه علیه کمونیسم در جنگ سرد شمارد. موافقانش او را گاندی مجارستان و مخالفانش او را پیرمردی لجباز لقب داده‌اند. او آخرین شخصِ دارای لقب اسقف‌شاهزادهٔ اعظم بود و در تمامی مدت زندان یا شکنجه هیچگاه استعفا نداد و در زمان ممنوعیت القاب اشرافی نیز این لقب را به کار برد.
در سال ۱۹۹۱ بقایای او به مجارستان آورده‌شد و در بازیلیکای استرگم به خاک سپرده شد.
روند قدیس‌شدن او از طرف واتیکان در جریان است. در ۱۳ فوریه ۲۰۱۹ پاپ فرانسیس، یوژف میندسنتی را آمرزیده اعلام کرد، که قدمی نزدیکتر به قدیس‌شدن است.

## در فرهنگ عامه
زندگی میندسنتی دستمایهٔ یک فیلم تبلیغاتی ضد کمونیستی با نام گناه خیانت، ساخت هالیوود در سال ۱۹۵۰ نیز است. فیلم با درگیر کردن عاطفی تماشاگر آمریکایی و غربی در جنگ سرد رنجهای کشیش، سرکوب کلیسا توسط سیستمی کمونیستی، دیکتاتوری و خدا ناشناس را به تصویر می‌کشد.